# Кеолвульф II (король Мерсії)
Кеолвульф II (*Ceolwulf II, д/н — 879) — король Мерсії у 874—879 роках.

## Життєпис
Походив з династії Віглафа. За материнською лінією належав до династії Ікелінгів. Був сином Ельфледи, королеви Мерсії, доньки короля Кеолвульфа I. Можливо, був сином короля Вігмунда або Беортфріта, сина короля Беортвульфа. За часів короля Бурггреда носив титул елдормена.
У 874 році після зречення та втечі з країни короля Бурґреда, якого було переможено вікінгами, стає новим королем Мерсії. Новий володар визнав зверхність короля Йорвіку Гальфдана Рагнарсона, надавши останньому заручників, зобов'язався сплачувати данину та надавати військову допомогу. Також поступився Йорвіку східною Мерсією. У володінні Кеолвульфа II опинилися лише північна та західна Мерсія.
При цьому король зумів зберегти владу над Лондоном, але розділив владу над цієї областю з Альфредом I, королем Вессексу. У 877 році вікінги знову вдерлися до Мерсії, віднявши частину врожаю.
Водночас дістав істотну допомогу від вікінгів, з якими у 878 році завдав рішучої поразки королівству Гвінед, в битві загинув володар останнього Родрі Маур. При цьому вів таємні перемовини з Вессексом щодо можливих спільних дій проти Йорвіку.
Помер у 879 році. Йому спадкував Етельред II.